# Holger C. Gotha
Holger Christian Gotha (Monaco di Baviera, 7 dicembre 1960) è un attore, regista e produttore televisivo tedesco.

## Biografia
Si forma presso il Max-Reinhardt-Seminar a Vienna. Studia legge, dramma e diverse lingue (inglese, francese, italiano). Dal 1988 al 1991 lavora come insegnante di teatro presso l'Accademia di Vienna. Tra il 2006 e il 2009 il pubblico televisivo lo nota grazie alla soap di ZDF La strada per la felicità, nel ruolo di Frederik Gravenberg. Nel maggio del 2010 interpreta Curd Heinemann nella soap opera di ARD Tempesta d'amore.

## Filmografia

### Cinema
- Die Reise des Herrn Schütz (1985)
- Erwin und Julia, regia di Götz Spielmann (1990)
- Liebe Lügen, regia di Christof Schertenleib (1995)
- Hannah, regia di Reinhard Schwabenitzky (1997)
- Mikado, regia di Silvia Vas (2008)

### Teatro
- Gruppe 80 (1995)
- Der Kreis (1990)

### Televisione
- Tatort – serie TV, episodi 1x217-1x238 (1989-1991)
- Der Standesbeamte (1994)
- Kaisermühlen Blues – serie TV, episodio 4x05 (1997)
- Frauenarzt Dr. Markus Merthin – serie TV, episodi 2x19-2x22 (1997)
- Der Kapitän – serie TV (1997)
- Die Straßen von Berlin – serie TV, episodi 2x01-4x04 (1998-2000)
- Die Verbrechen des Professor Capellari – serie TV, episodio 1x06 (2000)
- Ich pfeif' auf schöne Männer, regia di Helmut Metzger (2001)
- Mayday! Überfall auf hoher See, regia di Werner Masten (2001)
- Vollweib sucht Halbtagsmann, regia di Helmut Metzger (2002)
- Im Namen des Gesetzes – serie TV, episodio 8x15 (2004)
- Ein Gauner Gottes, regia di Helmut Metzger (2004)
- Abschnitt 40 – serie TV, episodio 3x05 (2005)
- Squadra Speciale Cobra 11 – serie TV, episodio 19x06 (2005)
- Un ciclone in convento (Um Himmels Willen) – serie TV, 3x03-7x10 (2004-2008)
- Die Sache mit dem Glück, regia di René Heisig (2008)
- ProSieben FunnyMovie - H3: Halloween Horror Hostel, regia di Michael Karen (2008)
- La strada per la felicità (Wege zum Glück) – serial TV, 354 puntate (2005-2006, 2008-2009)
- SOKO Kitzbühel – serie TV, episodio 9x03 (2009)
- SOKO 5113 – serie TV, episodio 35x07 (2009)
- Männer lügen nicht, regia di Bettina Woernle (2010)
- Liebe, Babys und ein Stückchen Heimat, regia di Ulrike Hamacher (2010)
- Commissario Brunetti – serie TV (2010)
- Tempesta d'amore (Sturm der Liebe) – serial TV, 31 puntate (2010, 2011)
- Forsthaus Falkenau – serie TV (2011)
- Der Bär II - Herzeleid, regia di Olaf Kreinsen (2011)
- Squadra Speciale Vienna – serie TV (2011)
- Donne nella storia: Cleopatra (Frauen, die geschichte machten) – docufiction TV, episodio 1x4 (2013)

### Regia
- Der Kapitän – serie TV, episodio 2x02 (2000)
- Julia - Eine ungewöhnliche Frau – serie TV, 9 episodi (2000)
- Die Verbrechen des Professor Capellari – serie TV, episodio 1x06 (2000)
- Jetzt bringen wir unsere Männer um, regia con Peter Zeitlinger (2001)
- Einspruch für die Liebe, regia con Helmut Metzger (2002)
- In der Höhle der Löwin, regia con Helmut Metzger (2003)
- Die Rückkehr des Vaters, regia con Jörg Grünler (2004)
- Die Rosenzüchterin, regia di Erhard Riedlsperger (2004)

### Produzione
- Mikado, regia di Silvia Vas (2008)

## Doppiatori italiani
- Massimo Lodolo in Donne nella storia: Cleopatra